# Godzilla e Kong - Il nuovo impero
Godzilla e Kong - Il nuovo impero (Godzilla x Kong - The New Empire) è un film del 2024 diretto da Adam Wingard.
La pellicola è il sequel di Godzilla vs. Kong (2021) e il quinto capitolo del Monsterverse, nonché il trentottesimo film su Godzilla e il tredicesimo su King Kong.
È interpretato da Rebecca Hall, Brian Tyree Henry, Dan Stevens, Kaylee Hottle, Alex Ferns, Fala Chen e Rachel House, con Hall, Henry e Hottle che riprendono i loro ruoli dal film precedente.

## Trama
Tre anni dopo la battaglia di Hong Kong, Kong si è stabilito ufficialmente nella Terra cava, dove fatica ad ambientarsi in quanto solo, ed è costantemente monitorato da alcuni scienziati della Monarch all'interno di un avamposto militare situato in zona, per studiare l'ecosistema circostante, di cui si conosce solo il 5%. Nel mentre, Godzilla continua a mantenere l'ordine tra l'umanità e i titani in superficie sconfiggendo il titano crostaceo Scylla, che stava distruggendo Roma, per poi riposarsi all'interno del Colosseo. Nel frattempo, la primatologa Ilene Andrews vive alle isole Barbados, dove sono situati un'entrata alla Terra Cava e un avamposto della Monarch, insieme alla figlia adottiva Jia, con problemi di socializzazione.
Ad un certo punto, gli scienziati che si trovano nella Terra Cava avvertono quelli sulla superficie di aver ricevuto uno strano segnale, e una voragine si apre in una zona dove Kong aveva in precedenza affrontato con successo un branco di titani simili a cani mostruosi, che dalle raffigurazioni sembra corrispondere a dei disegni realizzati da Jia (la quale aveva percepito lo stesso segnale in uno stato di trance) e quella notte vengono improvvisamente attaccati da una strana creatura. Il giorno dopo Ilene si rende conto che gli scienziati nella Terra Cava non rispondono più e per questo, credendo che sia accaduto qualcosa, si rivolge al complottista Bernie Hayes, che qualche anno prima aveva aiutato i protagonisti nella battaglia di Hong Kong e che acconsente alla richiesta. Tornati alle Barbados, vedono che Kong è risalito dalla Terra Cava poiché ha un problema ad un dente, e per questo Ilene chiama un suo vecchio collega di nome Trapper, ora divenuto veterinario, che glielo sostituisce e si unisce in seguito al gruppo di Ilene e Bernie per indagare nella Terra Cava.
Tornato nel sottosuolo, Kong trova una grotta con un diretto accesso ad una zona ancora inesplorata (divenuta accessibile a causa di una frana), dove incontra e sconfigge un gruppo di grandi scimmie come lui che gli avevano teso un'imboscata; fa anche la conoscenza di una piccola scimmia dal pelo arancione di nome Suko che, seppure con un'iniziale riluttanza, decide di guidarlo all'interno di questa nuova area, dove i due primati iniziano ad affezionarsi. Nel mentre, il gruppo di Ilene trova l'avamposto della Monarch completamente distrutto da una misteriosa creatura, la quale ha lasciato un segno su di una roccia con la propria mano e da cui capiscono che non si tratta di Kong. Inoltre trovano anche delle strane incisioni realizzate dagli Iwi, il popolo estinto da cui proviene Jia e che si pensava popolasse solamente Skull Island. Nel frattempo Godzilla, percependo lo stesso segnale rilevato dagli scienziati della Monarch, si dirige dapprima in una base nucleare situata in Francia per assorbirne le radiazioni e poi nel bel mezzo del Mare Artico, territorio del titano serpente marino Tiamat, che sconfigge per assorbire l'energia presente nella sua tana e poter così compiere una metamorfosi, ottenendo anche un'energia di colore diverso. Gli eserciti umani comprendono che Godzilla ha avvertito qualcosa che lo intimorisce e che si sta potenziando al massimo delle sue forze per l'imminente scontro.
Ilene e gli altri raggiungono il luogo inesplorato e, una volta atterrati, il pilota del gruppo Miguel viene divorato da una pianta. In seguito il gruppo viene accolto dalla regina degli Iwi, il popolo indigeno con la facoltà di comunicare telepaticamente e da cui discende la stessa Jia. Vengono condotti in un tempio dedicato alla falena gigante Mothra, la regina dei mostri, che era morta 5 anni fa nella battaglia di Boston, contro Ghidorah, dove viene spiegato che il segnale era stato emesso proprio dagli Iwi per attrarre Godzilla. Attraverso dei geroglifici, apprendono che in passato il Re dei Mostri aveva combattuto contro una grande scimmia di nome Skar King, intenzionata a conquistare la superficie con il suo esercito, ma Godzilla, dopo un'iniziale difficoltà, riuscì a rinchiudere i suoi avversari in una zona della Terra Cava, la stessa scoperta recentemente. Ora gli Iwi sono convinti che il feroce primate voglia ritentare l'assalto, motivo per cui hanno lanciato il segnale. Viene inoltre rivelato che Jia sarebbe la chiave per risvegliare Mothra.
In quel momento Kong viene condotto dal piccolo Suko in una regione vulcanica, rifugio di Skar King, che si rivela essere un primate vagamente simile a misto tra un orango e un gibbone dal carattere brutale, sadico e tirannico, che tratta le altre grandi scimmie come schiavi. Quest'ultimo, dopo aver schernito il protagonista per il suo dente finto e aver buttato il tutore di Suko in un pozzo di lava per aver preso le sue difese, affronta Kong con la sua potente frusta ossea, riuscendo inizialmente a metterlo in difficoltà, ma venendo in seguito sopraffatto. Skar King decide quindi di richiamare Shimo, un'antica ed enorme titanide in grado di sputare ghiaccio da lui controllata attraverso un cristallo legato alla frusta, che nello scontro ferisce gravemente Kong congelandogli una mano. Kong riesce a scappare con l'aiuto di Suko, liberandosi di alcune scimmie inseguitrici grazie ad una trappola realizzata dallo stesso Kong, e torna da Ilene e gli altri avvertendoli del pericolo. Tuttavia, uno degli sgherri di Skar King sopravvissuto, scopre il passaggio per la superficie e torna dal suo sovrano per informarlo. Trapper decide di recuperare il Beast-Glove, un guanto robotico creato dai resti di MechaGodzilla, progettato per Kong che quelli della Monarch stavano testando nell'avamposto situato nella Terra Cava, adattandolo al braccio ferito del titano che inizia così a guarire. A questo punto Kong capisce di necessitare dell'aiuto di Godzilla per fermare Skar King e Shimo e si reca perciò in superficie al Cairo in Egitto, richiamando l'attenzione del Re dei Mostri. Quest'ultimo inizialmente attacca Kong, percependolo come un invasore nel proprio territorio, ma poi viene fermato da Mothra, resuscitata da Jia, e capisce che deve unire le forze con Kong per fermare la minaccia di Skar King. Il gruppo di titani si lancia dunque nella Terra Cava dove affrontano il tiranno ed il suo esercito, giunti da poco nella zona dove vivono gli Iwi e da cui è possibile raggiungere la superficie.
Grazie ad un marchingegno degli Iwi, la gravità sul campo di battaglia viene temporaneamente annullata, permettendo a Godzilla, Kong e Mothra di neutralizzare l'armata di Skar King, ma in seguito quest'ultimo, Shimo, Godzilla e Kong vengono sbalzati in superficie a Rio de Janeiro. Qui Shimo, dietro ordine di Skar King, inizia a provocare una nuova era glaciale. I titani proseguono lo scontro portando il caos sulla città, finché il cristallo sulla frusta di Skar King viene strappato via da Godzilla e distrutto da Suko usando l'ascia di Kong. Shimo, finalmente libera dal controllo di Skar King, congela il tiranno, il quale viene poi ridotto in frantumi da Kong. Dopo aver arrestato l'era glaciale di Shimo con il suo raggio atomico, Godzilla torna a riposare nel Colosseo, Mothra ripristina la barriera protettiva nella casa degli Iwi, la quale era stata distrutta da Skar King, Jia decide di restare a vivere in superficie con Ilene e Kong rimane nella Terra Cava insieme a Suko e Shimo, dove viene accettato dal resto delle grandi scimmie come loro nuovo sovrano.

## Produzione

### Sviluppo

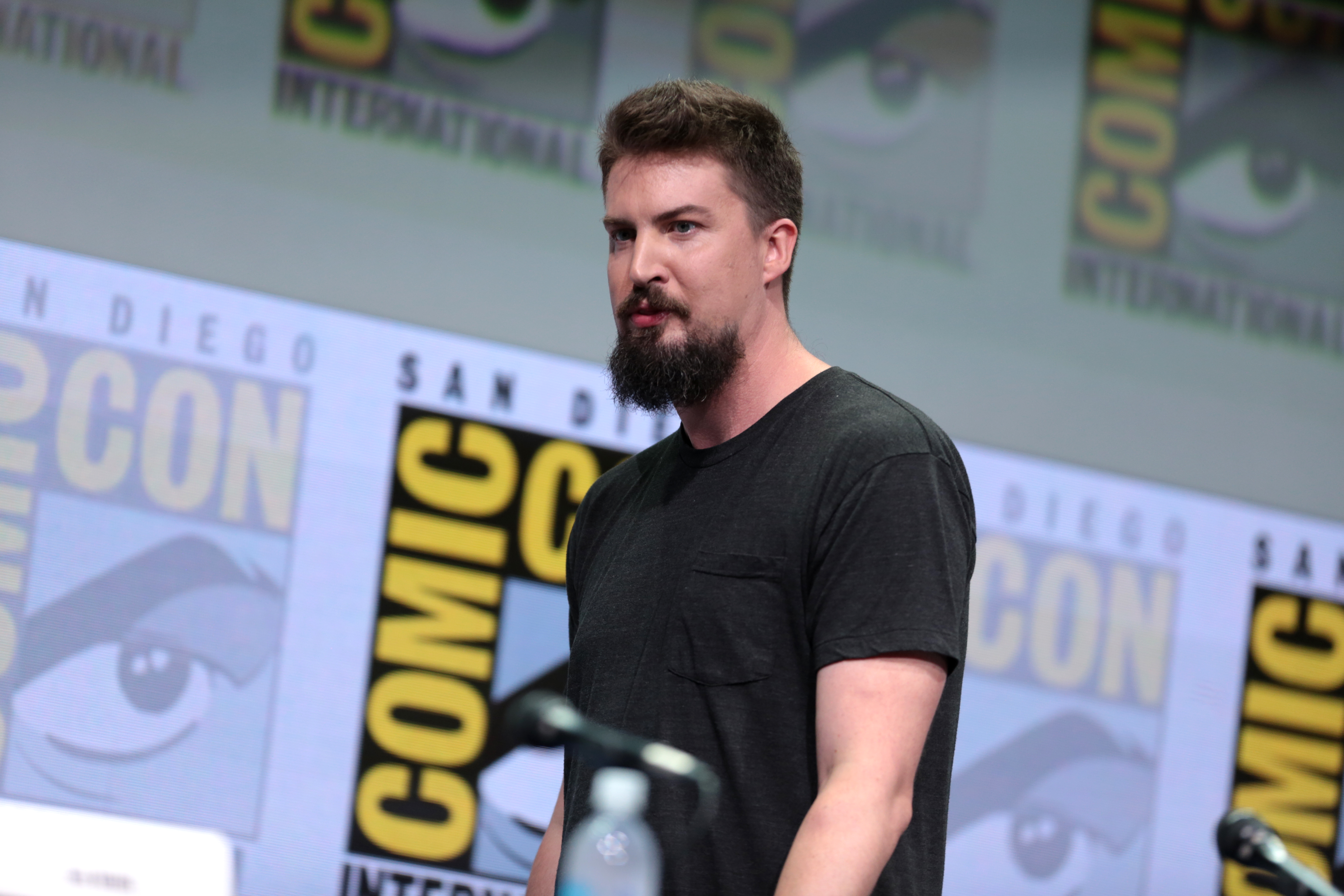
Adam Wingard torna alla regia del film dopo la pellicola precedente Godzilla vs. Kong

Nel marzo 2019, il produttore Alex Garcia dichiarò che la Legendary Pictures voleva produrre più film del MonsterVerse se le pellicole Godzilla II - King of the Monsters (2019) e Godzilla vs. Kong (2021) avessero avuto successo. Nel febbraio 2021, il regista Adam Wingard commentò il futuro del MonsterVerse affermando di sapere "dove potremmo andare potenzialmente con i film futuri", ma affermando tuttavia che la saga venne creata "in una certa misura" per condurre verso Godzilla contro Kong. Ha anche aggiunto che il MonsterVerse fosse ad un "bivio", dichiarando: "È davvero il punto in cui il pubblico deve fare un passo avanti e votare per più di queste cose. Se questo film sarà un successo ovviamente andranno avanti [con altri film]".
Godzilla vs. Kong è uscito il 24 marzo 2021 e fu un successo sia di botteghino sia di visualizzazioni in streaming durante la pandemia di COVID-19: ha incassato 470 milioni di dollari in tutto il mondo e divenne il film più visto su HBO Max, nonché il film più piratato del 2021. Il 4 aprile 2021, il CEO della Legendary Josh Grode dichiarò che lo studio aveva "una serie di idee" per altri film. Lo stesso giorno, l'hashtag #ContinueTheMonsterVerse divenne virale su Twitter e fu supportato anche da Jordan Vogt-Roberts, regista di Kong: Skull Island (2017). Il 27 aprile 2021, The Hollywood Reporter ha dichiarato che la Legendary stava "prendendo tranquillamente provvedimenti per estendere la serie in uno o più episodi", mentre negoziava con Wingard per tornare alla regia. Vennero prese in considerazione varie idee per un seguito, tra cui Son of Kong come titolo potenziale, omonimo al film del 1933. Nell'agosto 2021, lo sceneggiatore Max Borenstein affermò che "ci saranno alcune nuove puntate interessanti in arrivo" dopo il successo di Godzilla vs. Kong.
Il 20 marzo 2022, è stato annunciato che le riprese di un sequel sarebbero dovute iniziare nel corso dell'anno a Gold Coast, Queensland, e in altre località nel Queensland sudorientale. Nel maggio 2022, è stato annunciato che Wingard sarebbe tornato alla regia e che Dan Stevens era stato scelto come protagonista. Wingard e Stevens avevano già lavorato insieme in The Guest (2014). Il 19 maggio 2022, Production Weekly riferì che il titolo provvisorio della pellicola era Origins. Il 30 giugno 2022, è stato rivelato che Mary Parent, Alex Garcia, Eric McLeod, Brian Rogers, Thomas Tull e Jon Jashni sarebbero tornati come produttori. Il 1 luglio 2022, la Toho ha confermato che il film avrebbe avuto come protagonista Godzilla.
Nell'agosto 2022, Warner Bros. Pictures e Legendary hanno annunciato una nuova trama e che Rebecca Hall, Brian Tyree Henry e Kaylee Hottle avrebbero ripreso i loro ruoli da Godzilla vs Kong, e che Fala Chen, Alex Ferns e Rachel House si sarebbero uniti al cast. È stato anche rivelato che Wingard avrebbe collaborato ancora una volta con lo scenografo Tom Hammock, il montatore Josh Schaeffer, il compositore Tom Holkenborg, e che Terry Rossio era tornato per scrivere la sceneggiatura con Jeremy Slater e il frequente collaboratore di Wingard, Simon Barrett. Michael Dougherty e Zach Shields, entrambi co-scrittori di Godzilla II - King of the Monsters e Godzilla vs. Kong sono stati accreditati per "materiale letterario aggiuntivo" fuori schermo con James Ashcroft, Eli Kent e Nicole Perlman.

### Riprese
Le riprese principali sono iniziate a Gold Coast, Queensland, il 29 luglio 2022. All'inizio della produzione, è stato confermato che Ben Seresin sarebbe tornato come direttore della fotografia. Nel novembre 2022, è stato riferito che le riprese erano terminate in Australia e che l'equipaggiamento della troupe rivelava come potenziale titolo del film Godzilla and Kong.

## Promozione
Il primo teaser trailer è stato diffuso il 19 aprile 2023.
Dal 30 settembre 2023, è trapelato online un primo poster del film mostrato alla Toy Fair di New York.
Il trailer ufficiale e la locandina del film sono stati distribuiti da Warner Bros. il 3 dicembre 2023, svelando anche il titolo italiano della pellicola.

## Colonna sonora
In agosto 2022, Tom Holkenborg, già compositore della colonna sonora di Godzilla vs. Kong, ha annunciato che avrebbe composto la colonna sonora del film.
Questa volta la scrittura è condivisa col suo fido collaboratore Antonio Di Iorio, che già in passato ha più volte rivestito il ruolo di orchestratore e additional music composer per le sue partiture.

## Distribuzione
L'uscita, inizialmente prevista per il 15 marzo 2024, venne dapprima posticipata al 12 aprile a causa dello sciopero degli sceneggiatori e degli attori a Hollywood, per poi essere confermata per il 29 marzo. In Italia è distribuito dal 28 marzo.

## Accoglienza

### Incassi
Il film ha incassato 196350016 $ in Nordamerica e 375400000 $ nel resto del mondo per un totale di 571750016 $, divenendo attualmente il terzo maggiore incasso cinematografico del 2024 dopo Dune - Parte due e Inside Out 2 nonché il film del MonsterVerse e su Godzilla e King Kong più redditizio. In Italia ha incassato 4470737 $.

### Critica
Il film ha ricevuto recensioni miste: mentre le sequenze con i Titani e gli scontri hanno ottenuto vari elogi, lo sviluppo dei personaggi umani è stato criticato; molti critici hanno anche mosso confronti sfavorevoli con Godzilla Minus One (2023), pellicola originale su Godzilla distribuita pochi mesi prima.
Sul sito Rotten Tomatoes detiene un indice di gradimento del 54% basato su 249 recensioni professionali, con un voto medio di 5.7 su 10 ed il consenso critico: "Vieni a vedere Godzilla e Kong - Il nuovo impero per il puro spettacolo di pestaggio tra mostri - e rimani anche per quello, perché il film non ha molto altro da offrire". Su Metacritic ha un voto medio ponderato di 47 su 100, basato su 51 recensioni. Su CinemaScore ha ottenuto come voto medio del pubblico una A-.
Owen Gleiberman di Variety ha paragonato il film ad una pellicola sui supereroi, ritenendo che abbia avuto la sfortuna di uscire poco dopo Godzilla Minus One, affermando che Godzilla e Kong appaia più come un "prodotto" se paragonato alla "maestosità lirica" di Minus One, pur mantenendo comunque delle battaglie spettacolari. Pete Hammond di Deadline Hollywood ha paragonato le scene della tribù delle scimmie ad Il pianeta delle scimmie, e ha notato che Godzilla, pur presentandosi al meglio, gioca principalmente un ruolo secondario; Hammond ha anche percepito che i personaggi umani fossero le stesse "caricature unidimensionali" tipiche dei film di mostri, ma ammettendo che avessero un "bel rapporto" a prescindere. Come Gleiberman, anche Hammond ha paragonato il film a Godzilla Minus One, definendolo "molto più impressionante" di Godzilla e Kong. Una recensione di The Guardian ha elogiato la coreografia e la struttura, ma ha criticato alcuni aspetti dei ruoli degli attori.

## Altri media

### Libri e fumetti
La Legendary Comics ha pubblicato una graphic novel basata sulla pellicola dal titolo Godzilla x Kong: The Hunted, un prequel ufficiale del film che segue un cacciatore di trofei nella Terra Cava, uscita in digitale dal 24 febbraio 2024 e in cartaceo dal 26 marzo. Il fumetto è stato annunciato tramite una campagna Kickstarter, e come parte di questa prevendita Legendary ha offerto anche una seconda graphic novel chiamata Monarch: Declassified, un’antologia prevista in uscita ad ottobre 2024, che vede il personaggio di Bernie Hayes (interpretato da Brian Tyree Henry nel franchise) rivelare segreti classificati della Monarch e antichi miti sui Titani.
Una trasposizione letteraria del film è stata pubblicata da Titan Books il 29 marzo 2024.

### Videogiochi
Un videogioco intitolato Godzilla x Kong: Titan Chasers, sviluppato da Hunted Cow Studios e pubblicato da Tilting Point LLC per iOS, Android e PC, è uscito in un periodo di test anticipato dal 27 febbraio 2024, prima dell’uscita della pellicola, mentre l'uscita della versione completa è prevista per il 5 settembre.
I titani del film sono stati aggiunti come costumi nei giochi Call of Duty: Warzone e Call of Duty: Modern Warfare III.

## Sequel
Nel corso di un'intervista promozionale il regista Adam Wingard ha espresso interesse nel realizzare un terzo film con Godzilla e Kong, prima di affermare tuttavia che tale eventualità dipenderà innanzitutto dal successo della pellicola. Wingard ha ribadito che sono state discusse idee su dove portare avanti il franchise, suggerendo che il prossimo film potrebbe potenzialmente seguire Godzilla e mostrare gli eventi dalla sua prospettiva nello stesso modo in cui la pellicola precedente ha seguito Kong.
Mary Parent, produttrice e presidente della Legendary, a seguito del successo al botteghino del film ha dichiarato: "Questo è sicuramente un risultato entusiasmante. Siamo in una buona posizione per continuare il viaggio, ma vediamo come si sviluppa "Godzilla e Kong".
Il 10 maggio 2024, Legendary ha annunciato ufficialmente la lavorazione di un sequel, con David Callaham assunto per scrivere la sceneggiatura dopo il suo precedente lavoro alle prime bozze di Godzilla (2014).
Il 28 giugno è stata rivelata la data d'uscita, che sarà il 26 marzo 2027.